# Afa, Corse-du-Sud
Afa är en kommun i departementet Corse-du-Sud på ön Korsika i Frankrike. Kommunen bildades år 1852 efter att tidigare ha varit en del av kommunen Bocognano. Har ett eget fotbollslag som heter A.F.A., en förkortning för Afa Football Association. Från staden Afa ser man det 250 meter höga berget Gozzi, som dock inte ligger i kommunen. År 2022 hade Afa 3 350 invånare.

## Befolkningsutveckling
Antalet invånare i kommunen Afa
Referens:INSEE